# Instrumenti
Instrumenti é um projeto musical fundado em 2007 na Letónia por Reinis Sējāns (Reynsi) e Jānis Šipkēvics (Shipsi). Descrevem-se como sendo uma banda electro indie pop e o seu trabalho é facilmente comparado a uma mistura de bandas/artistas de renome como Muse, Sigur Rós e Michael Jackson.

## Sobre a banda
Reynsi e Shipsi têm formação académica na área da música e foram colegas na escola Emīla Dārziņa mūzikas vidusskola, em Riga.
Para além da sua formação musical, ambos pertenciam ao grupo a capella Cosmos, no qual Shipsi já surpreendia a audiência com a sua capacidade para cantar em falsetto e Reynsi com a sua capacidade para criar ritmos em Beat Box.
Em Instrumenti, Reynsi costuma assumir principalmente o papel de baterista, teclista e vocalista (cantando principalmente com um tom de voz mais grave) e Shipsi de vocalista e teclista.
A banda completa é composta por muitos mais elementos , mas nem sempre actuam todos nos concertos, devido a aspectos de logística.
Os seus espectáculos são surpreendentes e preparados ao pormenor, procurando conciliar teatro, cor, vídeo, dança e música num mesmo contexto. A banda participou em inúmeros festivais em alguns países da Europa (tais como Letónia, Estónia, Lituânia, Suécia, Rússia, Alemanha Austria , Islândia, Noruega, Polónia, Reino Unido, França, Bélgica, República Checa ) e nos Estados Unidos.
Relativamente à maneira como se apresentam nos mesmos, essa varia de acordo com a maneira como se sentem num momento particular. Se em alguns concertos vestem-se de pandas ou com perucas cabeludas, noutros assumem-se humanos, provando que o mais importante para eles não é o disfarce em si ou o significado que esse pode ter, mas “é não se fecharem numa caixa de constrangimentos e limitações”.

Existe, contudo, uma influência clara da Natureza em todo o seu trabalho, provada não só pelas indumentárias de panda, mas também por alguns cenários dos espectáculos em florestas, assim como em alguns videoclipes.
No vídeo “King of the Wild Things”, realizado por Uģis Olte, é abordada a questão da relação do Homem com o animal, através de um encontro entre ambos, nos quais se mistura a Natureza com os artifícios criados pelo Homem (o carro).

Relativamente às tentativas de juntar múltiplas artes num mesmo contexto, estas não se esgotam nos concertos: As pinturas que ilustram a capa e o livrete de TRU foram pintados através da vibração do som das suas faixas, sendo que cada pintura corresponde a uma faixa específica.
Este trabalho de design/arte resultou de uma parceria de Instrumenti com Asketic, mas a banda assume-se apenas como “instrumentos” facilitadores no processo do som gerar a sua arte.

## Discografia

### Álbuns
- (2011) TRU
- (2013) Procrastination
- (2014) Iekams

### EPs
- (2009) Pandemiya